# Dorfkrug (Schönwalde)

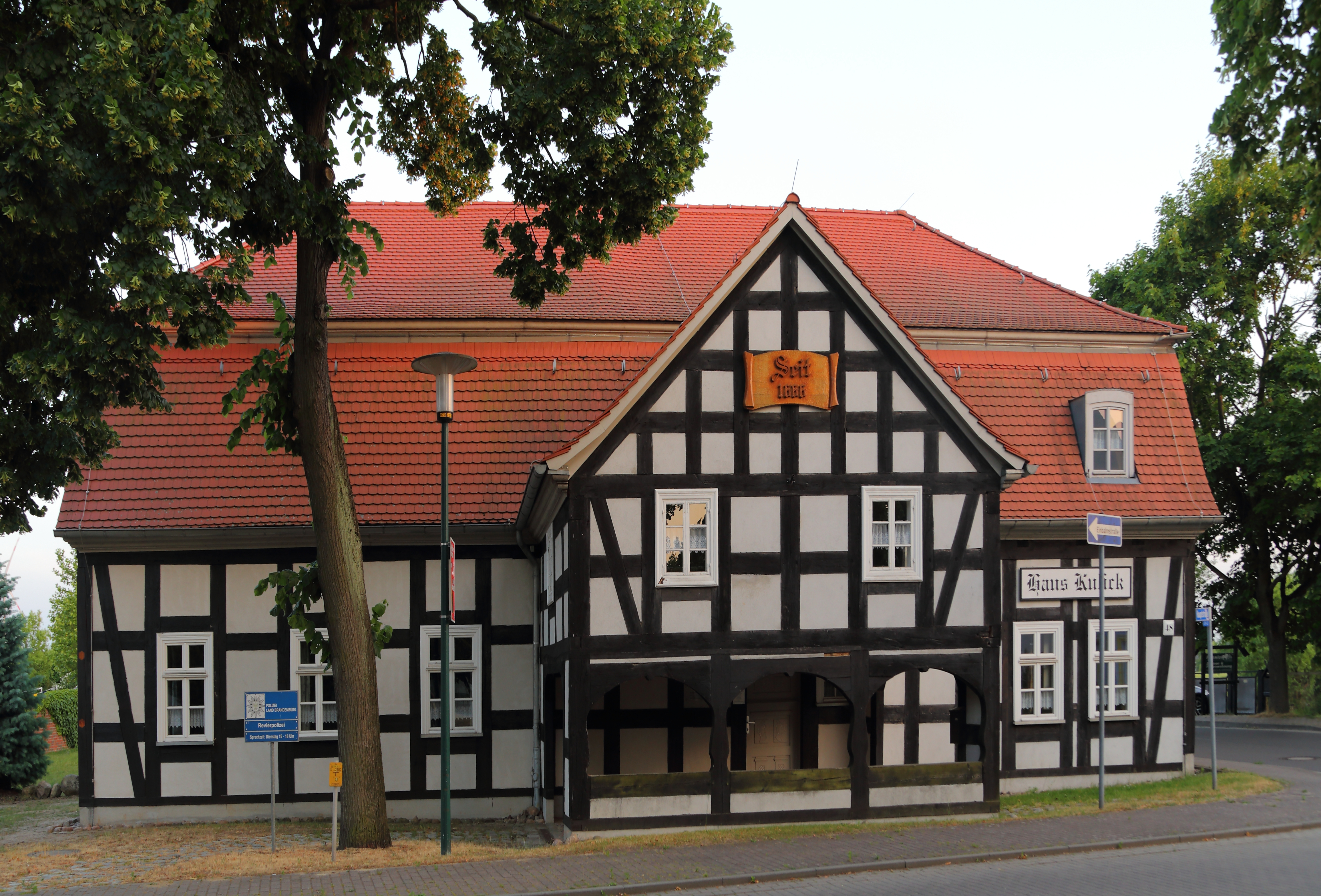
Dorfkrug Schönwalde (2015)

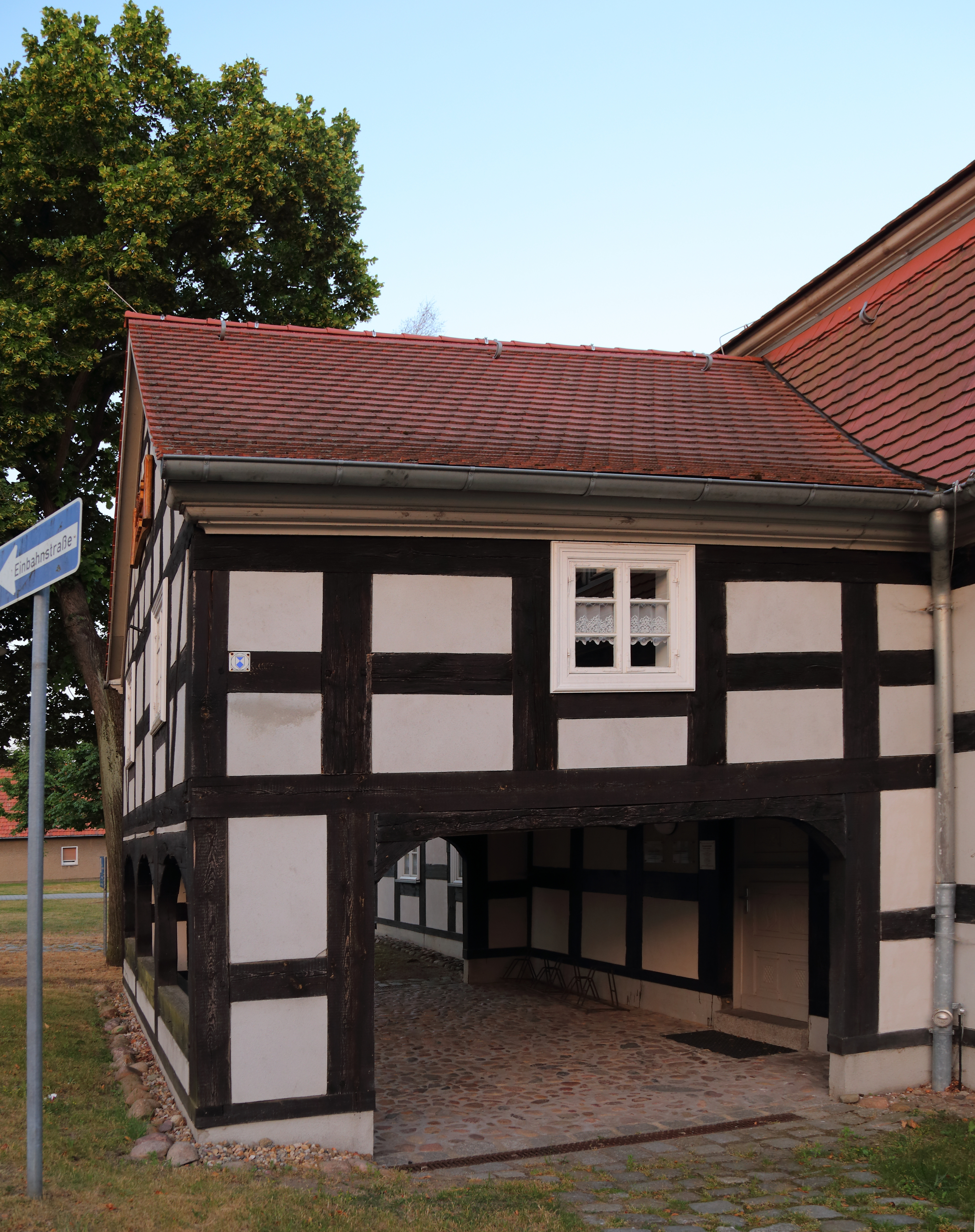
Vorlaube, Seitenansicht (2015)

Der Dorfkrug, nach den Besitzern auch als Haus Kulick bezeichnet, ist ein Gasthof im Ortsteil Schönwalde der Gemeinde Schönwald im Landkreis Dahme-Spreewald in Brandenburg. Das Gebäude ist ein eingetragenes Baudenkmal in der Denkmalliste des Landes Brandenburg.

## Geschichte
Das Haus Kulick wurde im Jahr 1666 auf einer Fläche von rund 1000 Morgen Land errichtet und war zunächst eine Kornbrennerei mit angeschlossener Schankwirtschaft. Nach einigen Besitzerwechseln wurde das Gasthaus im Jahr 1893 von Gustav Broddak gekauft. Dieser verkaufte den größten Teil des Landes und behielt selbst nur 58 Morgen Land und das Gasthaus.
Der Dorfkrug blieb seit seinem Bau weitgehend unverändert, lediglich der angeschlossene Saal wurde zweimal vergrößert. Im Jahr 1932 kaufte die Familie Kulick den Gasthof; im gleichen Jahr wurden umfassende Sanierungsarbeiten an dem Gebäude vorgenommen und der Gasthof erhielt den Namen „Haus Kulick“. Die einzige Tochter des Betreiberehepaares Frieda und Rudolf Kulick verließ 1973 die DDR. Aufgrund eines fehlenden Nachfolgers zur Weiterführung des Betriebes wurde der Dorfkrug an die Handelsorganisation verkauft, doch ein Jahr später geschlossen. Bis dahin war der Dorfkrug die älteste bestehende Gastwirtschaft im Kreis Lübben. Nach der Aufgabe des Gasthofes wurde das Gebäude erst als Wohnhaus und später als Jugendclub genutzt. Von 1995 bis 2001 stand das Gebäude leer.
Im Jahr 2000 wurde einem Antrag der Gemeinde Schönwalde auf Übernahme in kommunales Eigentum stattgegeben. Von 2001 bis 2004 wurde das Fachwerkhaus in Zusammenarbeit mit dem Arbeitsamt und unter Einbeziehung der Denkmalbehörde saniert. Die Finanzierung der Baukosten von rund 900.000 Euro erfolgte zu rund 10 Prozent durch die Gemeinde und im Übrigen durch Fördermittel. Im Jahr 2016 wurde das Haus Kulick wegen Platzmangel zeitweise als Unterrichtsraum der örtlichen Grundschule genutzt.

## Architektur
Der Dorfkrug ist ein eingeschossiges, traufständiges Fachwerkhaus mit einer Länge von 23,50 Metern und einer Breite von 17,50 Metern. Die Fassaden sind in sieben zu drei Fensterachsen gegliedert, darüber sitzt ein mächtiges Mansardkrüppelwalmdach. Vor dem Eingangsbereich befindet sich eine Vorlaube mit drei korbbogigen Arkaden, unter der früher die Postkutsche hielt. Im Obergeschoss der Vorlaube befinden sich Fremdenzimmer, das Hauptgebäude wird durch den Schankbetrieb und als Wohnraum genutzt.